# Dhalavoipuram
Dhalavoipuram is een panchayatdorp in het district Virudhunagar van de Indiase staat Tamil Nadu. 

## Demografie
Volgens de Indiase volkstelling van 2001 wonen er 5.371 mensen in Dhalavoipuram, waarvan 50% mannelijk en 50% vrouwelijk is. De plaats heeft een alfabetiseringsgraad van 71%. 